# Alberg del Masnou
L'Alberg del Masnou és un edifici del municipi del Masnou inclòs en l'Inventari del Patrimoni Arquitectònic de Catalunya. Edifici civil de planta quadrada i cobert per una teulada de quatre vessants amb cornisa de fusta sobre la qual se situen vuit finestres que sobresurten del nivell general i il·luminen les golfes que antigament eren utilitzades com a colomar. Està format per dues plantes i un semi-soterrani. A la façana principal hi ha un porxo suportat per columnes al que s'hi accedeix per una escalinata. A la part superior forma una terrassa o balconada. Tots els elements constitutius fonamentals responen a l'estil neoclàssic, com és el cas de les balustrades i les columnes dòriques. A l'interior s'han conservat les distribucions d'espai originals.

## Història
Francesc Fontanills i Maristany, que era un comerciant amb Amèrica, fou el promotor de l'obra l'any 1922. Durant la Guerra Civil es va confiscar i a principis dels anys 40 (1943-44) la va comprar la Sección Femenina de la Falange per 3 milions de pessetes. Hi tenien una llar d'infants i una escola de corte y confección. Als anys 80 es va traspassar de l'Estat a la Generalitat i va passar a Joventut i Ensenyament. El 1984 va ser destinat a alberg juvenil amb el nom d'Alberg de Joventut Josep Maria Batista i Roca.
Tots els annexes que envolten l'alberg han estat realitzats per tal d'ubicar els serveis de l'alberg. Pertany a la xarxa d'instal·lacions de joventut de la Generalitat de Catalunya.
Entre 2018 i 2020 es va utilitzar com a centre de menors tutelats i va acollir prop d'un centenar de menors estrangers no acompanyats (MENA), fet que va provocar conflictes amb els veïns. L'any 2020 es va tancar el centre d'acollida i es va tornar a destinar a alberg turístic, després de reparar-ne l'interior destrossat per actes vandàlics.